# (11852) Shoumen
(11852) Shoumen est un astéroïde de la ceinture principale.

## Description
(11852) Shoumen est un astéroïde de la ceinture principale. Il fut découvert le 10 septembre 1988 à Smolyan par Vladimir Georgiev Škodrov et Violeta G. Ivanova. Il présente une orbite caractérisée par un demi-grand axe de 2,39 UA, une excentricité de 0,23 et une inclinaison de 24,2° par rapport à l'écliptique.

## Compléments